# الجلب (ذمار)
الجلب هي إحدى قرى الجمهورية اليمنية. وهي تتبع جغرافيًا لمحافظة ذمار. وإداريًا لمديرية الحداء. يبلغ تعداد سكانها 1057 نسمة حسب الإحصاء الذي جرى عام 2004.